# Kal - Koritnica
Kal - Koritnica je naselje v Občini Bovec.
V Kalu stoji ob cesti proti Vršiču spomenik 27. aprila 1943 padlim partizanom na Golobarju. Velika lesena tabla nas ob spodnji postaji opuščene gozdarske žičnice tolminke opozarja, da vstopamo v Triglavski narodni park. Malo nad vasjo, pod Svinjakom, se nahaja muzej na prostem Čelo, do koder vodi iz vasi Pot miru v Posočju. Na Čelu je bila med prvo svetovno vojno zgrajena avstro-ogrska topniška utrdba, del sistema Bovške zapore (nemško Sperre Flitsch). Nedaleč stran se nahajata naravna spomenika Golobaršček in korita Soče pri Kršovcu, imenovana tudi Zmuklica. Mimo vasi poteka ob Soči mednarodna pohodniška pot Pot Alpe Adria ali Alpe Adria Trail.